# فرانسيسك غودوي
فرانسيسك غودوي (بالإسبانية: Francesc Godoy)‏ هو تريثلت إسباني، ولد في 17 ديسمبر 1986 في برشلونة في إسبانيا.

## وصلات خارجية
- فرانسيسك غودوي على موقع اتحاد الترياتلون الدولي (الإنجليزية)
- فرانسيسك غودوي على موقع IAT Triathlon Database (الإنجليزية)